# Prison Architect
Prison Architect (с англ. — «Архитектор тюрьмы») — компьютерная игра, разработанная британской компанией Introversion Software для платформ Windows, Mac OS X и Linux, также вышла версия для консолей. Предзаказ игры можно было оформить с 26 сентября 2012 года в качестве платной альфа-версии. Начиная с 20 марта 2013 года игра доступна в системе цифровой дистрибуции Steam в качестве игры с ранним доступом. По состоянию на 28 августа 2015 года вышла последняя альфа под номером 36. Разработчики планируют продолжать обновлять игру, по состоянию на март 2016 года вышло три пост-релизных обновления. Разработчики анонсировали порт игры на мобильные операционные системы IOS и Android в 1 квартал 2017 года. 20 августа 2018 года была выпущена версия игры для Nintendo Switch.

## Игровой процесс
Игра представляет собой экономический симулятор, где игрок выступает в роли управляющего тюрьмы, в полномочия которого входит: постройка инфраструктуры, наём персонала, определение внутреннего распорядка и политики. В Prison Architect присутствует кампания в которой совмещено обучение, сюжет и песочница. Также в игре имеется возможность играть за заключённого и сбегать из тюрем, построенных вами и другими игроками.

## События
Игра была анонсирована в октябре 2011 года.
6 октября 2015 года вышла версия 1.0. После релиза игроки получили 4 новые сюжетные главы, а также абсолютно новый режим. В нём задача героя — бежать из тюрьмы, построенной в стандартном режиме самим игроком или другими пользователями. На интегрированном в игру сервисе Steam Workshop доступно около 23 тысячи тюрем, созданных игроками. В режиме побега можно организовывать банды, рыть тоннели, вооружать своего персонажа и улучшать его характеристики.
26 августа 2016 года вышла версия 2.0. В новой версии игры был открыт доступ к ранее недоступным для игроков инструментам разработчика и чит-кодам, а также исправлено множество ошибок.
8 января 2019 года компания Paradox Interactive выкупила права на Prison Architect у Introversion Software. По словам руководства Paradox, планируется разработка новых игр по медиафраншизе «Architect».

## Загружаемые дополнения
1. Aficionado — ноябрь 2019[10]
2. Psych Ward: Warden’s Edition — ноябрь 2019[10]
3. Cleared For Transfer — май 2020[10]
4. Island Bound — июнь 2020[10]
5. Going Green — январь 2021[10]
6. Second Chances — июнь 2021[10]
7. Perfect Storm — январь 2022

## Нарушение международного законодательства
В конце 2016 года разработчики Prison Architect получили от Британского Красного Креста письмо, в котором указывалось на нарушение в игре четвёртой женевской конвенции из-за изображения эмблемы Красного Креста на транспортных средствах. Разработчики изменили цвет креста на зелёный, однако выразили удивление по поводу того, что благотворительная организация расходует средства на поиск в инди-играх изображений крестика размером в пять пикселей.

## Критика
| Сводный рейтинг       | Сводный рейтинг                           |
| Агрегатор             | Оценка                                    |
| --------------------- | ----------------------------------------- |
| GameRankings          | 82,19 % (PC) 81,06 % (PS4) 73,08 % (XONE) |
| Metacritic            | 83/100 (PC)                               |
| Иноязычные издания    |                                           |
| Издание               | Оценка                                    |
| Edge                  | 80/100                                    |
| Eurogamer             | 90/100                                    |
| Game Informer         | 80/100                                    |
| GameSpot              | 70/100                                    |
| GameStar              | 87/100                                    |
| Hardcore Gamer        | 80/100                                    |
| IGN                   | 83/100                                    |
| PC Gamer (US)         | 87/100                                    |
| Русскоязычные издания |                                           |
| Издание               | Оценка                                    |
| Riot Pixels           | 85/100                                    |

Игра получила преимущественно положительные отзывы. На сайте-агрегаторе Metacritic средняя оценка игры составляет 83 из 100 на основе 36 обзоров для платформы PC.
Prison Architect получила премию BAFTA в области игр 2016 года в номинации «Persistent Game».
Летом 2018 года, благодаря уязвимости в защите Steam Web API, стало известно, что точное количество пользователей сервиса Steam, которые играли в игру хотя бы один раз, составляет 2 856 218 человек.